# Julius van Zuylen van Nijevelt
Pour les articles homonymes, voir Van Zuylen van Nijevelt.
Julius Philip Jacob Adriaan comte van Zuylen van Nijevelt, né à Dommeldange (Luxembourg) le 19 août 1819 et mort à La Haye le 1er juillet 1894, est un homme d'État néerlandais, fils d'un régent Rotterdamois. Après une carrière diplomatique, il fut ministre des affaires étrangères dans le gouvernement Van Hall/Van Heemstra.

## Biographie
Il rejoignit les anti-révolutionnaires (groenianen) et fut en 1866, après un court passage à l'ambassade de Berlin, chef du cabinet conservateur Van Zuylen van Nijevelt. Ce gouvernement entra trois fois en conflit avec la chambre basse, alors que la politique luxembourgeoise de Van Zuylen, notamment, était centrale.
Ensuite, il fut encore parlementaire, diplomate et conseiller d'état.